# Френсіс-Крік (Вісконсин)
Френсіс-Крік (англ. Francis Creek) — селище (англ. village) в США, в окрузі Манітовок штату Вісконсин. Населення — 659 осіб (2020).

## Географія
Френсіс-Крік розташований за координатами 44°12′2″ пн. ш. 87°43′17″ зх. д. / 44.20056° пн. ш. 87.72139° зх. д. (44.200630, -87.721314).  За даними Бюро перепису населення США в 2010 році селище мало площу 3,05 км², уся площа — суходіл.

## Демографія
Згідно з переписом 2010 року, у селищі мешкало 669 осіб у 277 домогосподарствах у складі 189 родин. Густота населення становила 219 осіб/км².  Було 296 помешкань (97/км²).
Расовий склад населення:
| - 97,6 % — білих - 0,6 % — азіатів - 0,1 % — чорних або афроамериканців |

До двох чи більше рас належало 1,3 %. Частка іспаномовних становила 0,4 % від усіх жителів.
За віковим діапазоном населення розподілялося таким чином: 22,4 % — особи молодші 18 років, 63,3 % — особи у віці 18—64 років, 14,3 % — особи у віці 65 років та старші. Медіана віку мешканця становила 39,3 року. На 100 осіб жіночої статі у селищі припадало 97,9 чоловіків;  на 100 жінок у віці від 18 років та старших — 100,4 чоловіків також старших 18 років.
Середній дохід на одне домашнє господарство  становив 62 406 доларів США (медіана — 49 375), а середній дохід на одну сім'ю — 78 668 доларів (медіана — 62 344). За межею бідності перебувало 3,7 % осіб, у тому числі 2,5 % дітей у віці до 18 років та 3,2 % осіб у віці 65 років та старших.
Цивільне працевлаштоване населення становило 302 особи. Основні галузі зайнятості: виробництво — 22,2 %, освіта, охорона здоров'я та соціальна допомога — 15,6 %, роздрібна торгівля — 13,2 %, будівництво — 11,6 %.